# Vektorgrafik
Vektorgrafik er grafik, der defineres ud fra punkter, linjer, kurver og polygoner, som kan udtrykkes matematisk, ved hjælp af fx vektorer, punkter og kurver fremstillet via parameterfremstilling (fx Bézierkurver).
Vektorgrafik på computer bruges til meget, lige fra tekst til tegninger og layout, da det er meget nemt at redigere, og resultatet ikke fylder meget, målt i kilobyte. En yderligere egenskab ved vektorgrafik, i modsætning til pixelgrafik, er, at det frembragte kan skaleres næsten ubegrænset uden tab af information. Vektorgrafik kan laves i forskellige programmer som fx Adobe Illustrator, Adobe Flash, CorelDraw og AutoCad. Vektorgrafik kan ofte ikke ses med/åbnes af andre programmer (især fra Microsoft[kilde mangler]), men det kan gemmes (eksporteres) til andre formater, bl.a. pixelgrafik.
Logoer er ofte lavet som vektorgrafik, da der tit er behov for dem i forskellige størrelser, og fordi vektorgrafik kan printes ud med skarpere kanter. Også skrifttyper rentegnes i vektortegneprogrammer inden de defineres som tegn.

## 3D-vektorgrafik
I 3D-vektorgrafik kan der bygges meget naturtro modeller, som bl.a. bruges af arkitekter. Visse 3D-modelleringer kan åbnes i et 3D-animationsprogram, og sammensættes det med foto eller film, kan der skabes utrolige scenarier som det kendes fra biograffilm.

## Vektorgrafikanvendelser
Eksempler:
- Scalable Vector Graphics - kendt vektorgrafik filformat
- Gerber-fil - kendt vektorgrafik filformat til 3D-printere
- Vektormonitor eller vektorbilledskærm
- PostScript - sideopsætningssprog som understøtter vektorgrafik
- TrueType - ældre Apple vektorbaseret tegnsæt

## Vektorgrafik sammenlignet med rastergrafik
Rastergrafik, pixelgrafik eller bitmap har på grund af sin opbygning ikke samme skalerbarhed. Hver punkt eller pixel har en RGB-, CMYK- eller lignende farvekode.